# GUD Magazine
Greatest Uncommon Denominator Magazine (de asemenea cunoscută sub numele GUD Magazine) este o revistă literară americană, prima publicație a Greatest Uncommon Denominator Publishing, fondată în Laconia, New Hampshire, în iulie 2006.
Greatest Uncommon Denominator conține literatură de ficțiune, poezie, eseuri și artă realizate de autori și artiști din întreaga lume.

## Proprietari
Revista este o publicație a GUD Publishing, Inc., o organizație fondată în 2006 de Mike Coombes, Sal Coraccio, Kaolin Fire și Sue Miller. În februarie 2007, membrii activi includeau pe Julia Bernd, Sal Coraccio, Kaolin Fire, Sue Miller și Debbie Moorhouse. 

## Listă de editori
- Kaolin Fire, numerele 0+5
- Sue Miller, numerele 1+8
- Sal Coraccio, numărul 2
- Debbie Moorhouse, numerele 3+6
- Julia de Caradeuc Bernd, numerele 4+7

## Premii
T. L. Morganfield, ‘Night Bird Soaring’, numărul #3: Sidewise Awards (nominalizată la: Best Short-Form Alternate History 2009)
Kirstyn McDermott, ‘Painlessness’, numărul #2: Aurealis Awards (Best Horror Short Story, 2008) și Ditmar Awards (Best Novella/Novelette 2009)
Neal Blaikie, ‘Offworld Friends are Best’, Issue #2: Locus Recommended Reading List, 2008 
Povestiri din GUD numerele 0 și 1 au primit 3 mențiuni de onoare în The Year's Best Fantasy and Horror Premii 2008:
1. Steven J. Dines's "Unzipped"
2. Sarah Singleton and Chris Butler's "Songs of the Dead"
3. Leslie Claire Walker's "Max Velocity"

GUD este considerată una din cele "Top 100 Markets for Magazine Writers and Book Writers" de către Writer's Digest.